# Trasquera
Trasquera là một đô thị ở tỉnh Verbano-Cusio-Ossola trong vùng Piedmont của Ý, có cự ly khoảng 120 km về phía đông bắc của Torino và khoảng 35 km về phía tây bắc của Verbania, ở biên giới với Thụy Sĩ. Tại thời điểm ngày 31 tháng 12 năm 2004, đô thị này có dân số 247 người và diện tích là 39,3 km².
Trasquera giáp các đô thị: Bognanco, Crevoladossola, Domodossola, Varzo, Zwischbergen (Thụy Sĩ).